# Vjekoslav Boban
Vjekoslav Boban (rođen: Sarajevo, 23. veljače 1957.) hrv. književnik i jezikoslovac iz BiH.
Uređivao je više revija i časopisa (Studentski list, Polet, Pitanja, Forma, Quorum, Hrvatsko slovo, Fokus, Osvit) te u nakladničkim kućama pojedine biblioteke i serije (Cankarjeva založba, Grafički zavod Hrvatske, SKUD Ivan Goran Kovačić, Dan, Ziral, Studentski centar u Zagrebu, Naklada Jurčić). Koautor je (s T. Pavčekom i Lukom Paljetkom) antologije “Slovenska ljubavna lirika” (Zagreb, 1988.) te (s B. Čegecom i I. C. Kustićem) panorame hrvatske minimalističke priče “64 priče 29 redaka”.
Predavao je Hrvatski poslovni jezik i Počela govorne komunikacije na Visokoj školi za ekonomiju poduzetništva u Zagrebu. Osnivač je Visoke politehničke škole u Zagrebu (2007.)koju je kao njezin posljednji dekan (2013.) pridružio Veleučilištu VERN' u Zagrebu.
Prevodi sa slovenskoga, francuskoga, njemačkoga i engleskoga jezika.
Osim brojnih prepjeva u vezanom stihu slovenskih, engleskih, njemačkih i francuskih pjesnika, preveo je roman Honorea de Balzaca (1998.) “Otac Goriot”, prepjevao tragediju Pierrea Corneillea “Polyeucte mučenik” (2002.) i "Ataliju" Jeana Racinea (2019.) te roman J.-K. Huysmansa "Uz dlaku"(2005.).
Priredio je prve hrvatske dvojezične slikovne rječnike Englesko – hrvatski ili srpski slikovni rječnik (Zagreb – Ljubljana, 1987.), Njemačko – hrvatski ili srpski slikovni rječnik (Zagreb – Ljubljana, 1987.) i English Serbo-Croat Pictorial Dictionary (Oxford – Ljubljana, 1987.), te Kiswahili-Kikroatia kamusi u kojem se nalazi Kratka gramatika svahilskoga jezika (Zagreb, 2016.).
Član je Društva hrvatskih književnika, Hrvatskoga filološkog društva, Društva hrvatskih književnika Herceg-Bosne, Hrvatske zajednice samostalnih umjetnika, Socijalne akademije te redoviti član Hrvatske akademije znanosti i umjetnosti u dijaspori.
Djela:
- Nijednim umom zamišljeno, pjesme, Osijek, 1975.
- Izmišljotine jednog srednjoškolca, drama, Zagreb, 1977.
- Orator, pjesme, Zagreb, 1982.
- Gangamon-ganglion, pjesme, Osijek, 1985.
- Kutija žigica, roman, Zagreb, 1984.
- Kritika sintetizma, eseji, Rijeka, 1990.
- Jahačica na vjetru, pripovijesti, Zagreb, 1992.
- Antikvarijat, pjesme, Zagreb, 1997.
- Uskrsna priča sunčeva glasnika, novela, Zagreb, 1998.
- Božić sunčeva glasnika, novela, Zagreb,1999.
- Hrvatski vladari, igraće karte, Zagreb, 2001.
- Komunistički noćnik, kritike i članci, Zagreb, 2002.
- Počela govorne komunikacije, monografija, Zagreb, 2003.
- Postmodernistički štionik, studije i kritike, Zagreb, 2005.
- Solarna kormilarka, pjesme, Zagreb, 2012.
- Oteti bibliobus, pjesme, Zagreb, 2014.
- Badac od radosti, studije i članci, Grude, 2017.
- Osijek, ti i ja, San Bruno, 2016.
- Hercegov ino: HercEgoVino, video, San Bruno, 2017.
- Osama Slobodana Praljka, video, San Bruno, 2017.
- Vazam, video, San Bruno, 2020.

Antologije:
- Hercegovina, antologija hrvatske zavičajne lirike, Zagreb, 2002.
- Australske kratke priče, Zagreb, 2003.
- Škotske kratke priče, Zagreb, 2003.
- Irske kratke priče, Zagreb, 2005.
- Književni kritičari o Dubravku Horvatiću, studije, eseji i kritike, Zagreb, 2008.
- Jakša Kušan: Jedan život, odabir, Sarajevo, 2009.